# Dávid Csizmár
Dávid Csizmár, auch als David Csizmar (* 27. Februar 1981 in Budapest) ist ein ungarisch-deutscher Sänger (Bariton) und Chorleiter.

## Leben
Csizmár wurde 1981 in Budapest geboren. Mit 4 Jahren hatte er den ersten Musikunterricht, mit 6 fing er mit dem Klavierspiel an. In musikalischen Schuljahren lernte Csizmár Gesang, erst in der Musikschule Kálmán Nádasdy, dann in dem Leó Weiner Konservatorium. Auch als Chorsänger war er aktiv.
Ab 2000 war er Student der Hochschule für Musik Franz Liszt in Budapest, erst als Chordirigent in der Klasse von László Norbert Nemes, dann ab 2002 als Sänger, bei Zsuzsa Forrai. 2002 hat er den 3. Preis beim Jenő Ádám Gesangswettbewerb gewonnen. 2005 wurde er laut einer Kulturwebseite ("Feher Elephant") als "Sänger des Jahres" ausgezeichnet.
Nach dem Bachelor-Abschluss an der Musikakademie zog Dávid Csizmár nach Deutschland und studierte bis 2009 an der HMT Rostock, in der Klasse von Klaus Häger und Karola Theill. 2013 schloss er sein Konzertexamen an der gleichen Hochschule mit Auszeichnung, ab.
Dávid Csizmár war zwischen 2009 und 2012 in mehreren deutschen Rundfunkchören (SWR Vokalensemble Stuttgart, NDR Chor Hamburg, RIAS Kammerchor, Rundfunkchor Berlin, MDR-Rundfunkchor Leipzig) als freier Mitarbeiter tätig. Er war Mitglied des Kammerchor Stuttgarts und des Schleswig-Holstein Festival Chors. Als Solist und Chorsänger des Purcell Chors Budapest und der Gächinger Kantorei Stuttgart ist er weiterhin tätig. Darüber hinaus hat er solistische Engagements überwiegend im Bereich Oratorium und Lied.
In der Saison 2009–2010 sang Csizmár die Basspartie der Bachkantaten-Reihe des Orfeo Orchesters in Budapest. Die Konzerte wurden im Ungarischen Rundfunk gesendet. Er hat mit dem gleichen Ensemble an der ungarischen Erstaufführung der Oper „Hippolyte et Aricie“ von Rameau mitgewirkt. In 2013 gab er mit dem gleichen Stück sein Bühnendebüt in der Ungarischen Staatsoper Budapest.
Csizmár war Solist der SHMF Chorakademie 2010 unter der Leitung von Stefan Parkman. Im Juni 2011 trat er unter Helmuth Rilling, im August 2013 unter der Leitung von Hans-Christoph Rademann, als Solist der Gächinger Kantorei, auf. Im Herbst 2014 hat er erneut mit dem RIAS Kammerchor als dessen Gastsänger und Chorsolist Ligetis "Drei Phantasien" und eine Uraufführung des Dresdner Komponisten Torsten Rasch gesungen.
Seit Januar 2012 ist Dávid Csizmár festes Ensemblemitglied des NDR Chores Hamburg. Als Chorsolist war er unter der Leitung von Paul Hillier, Stephen Layton, Thomas Hengelbrock, Eric Whitacre und Chordirektor Philipp Ahmann zu hören. 

## Diskografie
- Levente Gyöngyösi: Missa Lux et origo - Cantici Fratris Sole, Label: Hungaroton[13]
- Otto Nicolai: Herr, auf dich traue ich. Psalmen, Label: Carus[14]
- Sofia Gubaidulina: Sonnengesang, Hell und Dunkel, Jauchzt vor Gott, Label: BIS[15]